# Смриките
Смриките е защитена местност, която се простира на 58.90 хектара в близост до град Обзор, община Несебър. Обявена е като защитена местност с цел опазване на естественото находище на червена пираканта (Pyracantha coccinea) и включващото го растително съобщество.
Местността е включена в списъка на защитените територии в България през 1995 г. Тъй като ЗМ „Смриките“ попада изцяло в държавен горски фонд, съгласно разпоредбите на закона за защитените територии. Защитената местност се охранява от служители на Държавното ловно стопанство „Несебър“, към Районна дирекция по горите „Бургас“ Архив на оригинала от 2018-05-07 в Wayback Machine..